# Candy Crush Friends Saga
Candy Crush Friends Saga est un jeu vidéo de puzzle. Il fait suite à Candy Crush Soda Saga, Candy Crush Jelly Saga et Candy Crush Saga et a été développé et édité par King.com. Le jeu sorti le 2018 sur iOS, Android, et navigateur.

## Système de jeu
Au lancement, le jeu comprenait 380 niveaux.
En août 2023, ce jeu comprenait 6640 niveaux.

## Accueil
- The Irish Times : 2/5[2]
- Pocket Gamer : 3,5/5[3]